# Mournful Congregation
Mournful Congregation ist eine australische Funeral-Doom-Band aus Adelaide, die 1993 gegründet wurde.

## Geschichte
Die Band wurde im September 1993 von dem Gitarristen, Bassisten und Sänger Damon Good gegründet. Good ist hauptsächlich für das Songwriting verantwortlich. Die Mitgliederzahl schwankte in der weiteren Bandgeschichte mehrfach von eins bis drei. 1999 wurde das Debütalbum der Band unter dem Namen Tears from a Grieving Heart veröffentlicht. 2002 erschien die Kompilation The Dawning of Mournful Hymns, die neu gemastertes Demomaterial enthält, aus zwei CDs besteht und sich über zwei Stunden erstreckt. 2005 schloss sich das Album The Monad of Creation an. Um das 2009er-Album The June Frost zu bewerben, folgten im Februar des Jahres die ersten Auftritte. Im März ging es mit Misery auf eine Tour durch die Ostküstenregion Australiens, ehe es auf eine Europatournee ging. 2011 wurden mit The Unspoken Hymns, eine Kompilation die aus Liedern besteht, die zuvor nur auf Schallplatte erschienen waren, und mit The Book of Kings das nächste Album veröffentlicht. Für einen Auftritt auf dem 2012er Evil Invaders Festival stieß Stuart Prickett als Live-Gitarrist dazu. Danach ging es auf Tour durch die USA, ehe im September eine nationale Tournee mit Procession folgte. 2013 wurden über Osmose Productions die Alben Tears from a Grieving Heart, The Monad of Creation und The June Frost wiederveröffentlicht. Im selben Jahr nahm die Gruppe am Roadburn Festival teil. 2014 erschien über 20 Buck Spin die EP Concrescence of the Sophia. 2016 war die Band auf dem Migration Fest zu sehen.
Nachdem 2018 das Album The Incubus Of Karma veröffentlicht worden war, folgte eine vierjährige Pause, bis im Frühjahr 2022 eine zweiteilige EP-Reihe und eine wieder Veröffentlichung der 1995er Demoaufnahme An Epic Dream Of Desire angekündigt wurde. Die erste EP The Exuviae of Gods – Part I erscheint am 27. Mai 2022. Der zweite Teil soll im weiteren Verlauf des Jahres angekündigt werden.

## Stil
Cody Davis von metalinjection.net ordnete Tears from a Grieving Heart dem Funeral Doom zu. Er merkte an, dass die Lieder, bis auf das weniger als eine Minute lange Elemental, etwa zehn bis 13 Minuten lang sind. Dem Album könne man anhören, dass es einen Einfluss auf spätere Veröffentlichungen, wie Uns The Tomb of All Things, gehabt habe. Mournful Congregation sei eine der wichtigsten und langlebigsten Bands des Genres und sei auf dem Album mit Thergothon vergleichbar. Kostas Panagiotou von Pantheist gab im Metal-Hammer-Interview mit Christian Hector an, dass er die Gruppe eher dem Death Doom als dem Funeral Doom zuordnen würde. Jan Wischkowski von metal.de ordnete die Band in seiner Rezension zu The Book of Kings ebenfalls dem Funeral Doom zu, wobei sie bedrückender als Ahab oder Funeral sei. Die Songs seien schwer zugänglich und nicht leicht zu verdauen. Die Gruppe setze schwere Gitarrenwände und wehklagende Riffs ein, während der Gesang gefühlvoll, intensiv und ergreifend sei und von Growls bis zu klagendem Gesang reiche. Die Songs seien meist sehr lang.

## Diskografie
- 1994: Weeping (Demo, Eigenveröffentlichung)
- 1995: An Epic Dream of Desire (Demo, Eigenveröffentlichung)
- 1999: Tears from a Grieving Heart (Album, Eigenveröffentlichung)
- 2002: The Dawning of Mournful Hymns (Kompilation, Weird Truth Productions)
- 2002: The Epitome of Gods and Men Alike / Let There Be Doom… (Split mit Worship, Painiac Records)
- 2004: A Slow March to the Burial / Gates (Split mit Stabat Mater, Painiac Records)
- 2005: The Monad of Creation (Album, Weird Truth Productions)
- 2007: Mournful Congregation / Stone Wings (Split mit Stone Wings, Ostra Records)
- 2008: Four Burials (Split mit Otesanek, Loss und Orthodox, Battle Kommand Records)
- 2009: The June Frost (Album, Weird Truth Productions)
- 2011: The Unspoken Hymns (Kompilation, 20 Buck Spin)
- 2011: The Book of Kings (Album, Weird Truth Productions)
- 2012: Weeping / An Epic Dream of Desire (Kompilation, Ordo MCM)
- 2014: Concrescence of the Sophia (EP, 20 Buck Spin)
- 2018: The Incubus of Karma (Album, Osmose Productions)
- 2022: The Exuviae of Gods - Part I (EP, 20 Buck Spin, Osmose Productions)
- 2023: The Exuviae of Gods - Part II (EP, 20 Buck Spin, Osmose Productions)